# میان‌گرادی
در جانورشناسی، میان‌گرادی (به انگلیسی: Intergradation)، روشی است که در آن دو زیرگونه جدا از هم از طریق مناطقی که در آن جمعیت‌هایی یافت می‌شوند که ویژگی‌های هر دو را دارند، به هم متصل می‌شوند. دو نوع میان‌گرادی وجود دارد: میان‌گرادی نخستین و میان‌گرادی دومین.

## میان‌گرادی نخستین
این پدیده در مواردی رخ می‌دهد که دو زیرگونه از طریق یک یا چند جمعیت میانی به هم متصل می‌شوند، که هر کدام به نوبه خود میانگین جمعیت‌های کناری خود هستند و کمابیش همان اندازه تنوع را به عنوان هر جمعیت جداگانه در گونه نشان می‌دهند. جمعیت‌ها و زیرگونه‌های مجاور در معرض برخورد کلاین‌ها هستند، و در این شرایط معمولاً بدیهی تلقی می‌شود که کلاین‌ها با دلیل توسط انتخاب طبیعی به گرادیان‌های محیطی مرتبط هستند.

## میان‌گرادی دومین
هنگامی که تماس بین یک زیرگونه جداشده از نظر جغرافیایی با بدنه اصلی گونه یا با زیرگونه جداشده دیگر برقرار می‌شود، تا زمانی که مجموعه‌ای از سازوکارهای جداسازی مؤثر ایجاد نشده باشد، آمیختگی رخ می‌دهد. در نتیجه، یک ناحیه یا کمربند دورگه‌زایی به نسبت متمایز بسته به درجه تفاوت ژنتیکی و فنوتیپی که توسط زیرگونه‌های جداشده پیشین به دست آمده‌است، ایجاد می‌شود.